# Lutjanus lutjanus
Lutjanus lutjanus is een straalvinnige vis uit de familie van snappers (Lutjanidae) en behoort derhalve tot de orde van baarsachtigen (Perciformes). De vis kan een lengte bereiken van 35 cm. De hoogst geregistreerde leeftijd is 11 jaar.

## Leefomgeving
Lutjanus lutjanus is een zoutwatervis. De vis prefereert een tropisch klimaat en heeft zich verspreid over de Grote- en Indische Oceaan. De diepteverspreiding is 0 tot 90 meter onder het wateroppervlak.

## Relatie tot de mens
Lutjanus lutjanus is voor de visserij van groot commercieel belang. In de hengelsport wordt er weinig op de vis gejaagd.